# تفاعل كانيزارو
سمي تفاعل كانيزارو بهذا الاسم تيمنًا بمكتشفه ستانيسلاو كانيزارو، و هو تفاعل كيميائي تحفز فيه قاعدة تفاعل عدم تناسب لألديهيد لا يمكن تحويله إلى إينول وينتج عن هذا التفاعل كحول أولي وحمض كربوكسيلي.
تمكن كانيزارو من إنتاج هذا التفاعل سنة 1853 عندما لاحظ تكوّن كحول بنزيلي مع بنزوات البوتاسيوم عندما عامل البنزلديهيد مع البوتاس (كاربونات البوتاسيوم). وبصورة عامة، يمكن إجراء التفاعل باستخدام هيدروكسيد الصوديوم أو هيدروكسيد البوتاسيوم، وينتج عنه ملح كاربوكسيليت البوتاسيوم للحمض الكربوكسيلي المستخدم:
{\displaystyle {\ce {2C6H5CHO +KOH-> C6H5CH2OH +C6H5COOK}}}
هذا التفاعل هو تفاعل أكسدة واختزال ويتضمن انتقال الهيدريد من إحدى المواد المتفاعلة إلى الأخرى، إذ يتأكسد أحد الألديهيدين لتكوين الحمض، ويُختزل الآخر لتكوين الكحول.

## الميكانيكية
تجري في هذا التفاعل عملية استبدال أسيل نيكليوفيلية (محبة للنواة) على جزيئة الألديهيد، وتهاجم المجموعة المغادرة بالتزامن جزيئة ألديهيد أخرى في الخطوة الثانية. في البداية، يهاجم الهيدروكسيد الكاربونيل وينتج عن هذا الهجوم مركب وسطي رباعي الأضلاع سُرعان ما يتحطم ليعاد تشكيل الكاربونيل وينقل كذلك الهيدريد الذي سيهاجم الكاربونيل الأخرى. في الخطوة النهائية من التفاعل، يتبادل الألكوكسيد والحمض المتكونين بروتونًا فيما بينهما، وبوجود تركيز مرتفع جدّاً من القاعدة، يكوِّن الألديهيد في البداية أيونًا سالبًا يحمل شحنتين سالبتين وسينتقل أيون الهيدريد من هذا الأيوم إلى جزيئية ألديهيد أخرى لتكوين أيوني الكاربوكسيليت والألكوكسيد. وفي النهاية يحصل أيون الألكوكسيد على بروتون من المذيب.
| Animation zum Mechanismus der Cannizzaro-Reaktion |

رتبة التفاعل الكلية هي الرتبة الثالثة، فهو من الرتبة الثانية بالنسبة إلى الألديهيد ومن الرتبة الأولى بالنسبة للقاعدة.
{\displaystyle {\ce {rate = k[RCHO]^2[OH^{-}]}}}
وعند استخدام تراكيز مرتفعة من القاعدة ينتج مسار ثانٍ للتفاعل لا يقل أهمية عن المسار الأصلي وتكون رتبة التفاعل الكلية فيه هي الرتبة الثانية:
{\displaystyle {\ce {rate = k[RCHO]^2[OH^{-}] + k' [RCHO]^2[OH^{-}]^2}}}
يتضمن المسار الثاني تفاعلًأ بين الأنيون مزدوج الشحنة {\displaystyle {\ce {RCHO2^{2-}}}} والألديهيد. ويمكن الاستدلال على الانتقال المباشر للألديهيد من ملاحظة الكحول المسترجع من التفاعل لا يحتوي على ديوتيريوم مرتبط بذرة الكربون-ألفا عند إجراء التفاعل بوجود الماء الثقيل.

## نطاق التفاعل
لا يمكن إجراء التفاعل إلا بوجود قاعدة قوية؛ لذا فإن الألديهيدات التي تمتك ذرات هيدروجين ألفا ستخضع لتفاعلات إزالة البروتون لتكوين الإينولات، إلى جانب بعض تفاعلات الألدول. يُنتج تفاعل كانيزاروا تحت الظروف المثالية 50% فقط من الكحول ومن الحمض الكربوكسيلي (تنتج جزيئتا ألديهيد جزيئة كحول وجزيئة حمض). ويشيع استخدام تفاعل كانيزارو ذو الطريقين crossed Cannizzaro والذي تتم التضحية فيه بألديهايد مع مادة كيميائية أخرى أكثر قيمة، وفي هذا التفاعل يكون الفورمالديهيد هو العامل المختزل الذي يتأكسد إلى فورمات الصوديوم وإلى وتختزل جزيئة ألديهيد أخرى إلى الكحول. وفي هذا التفاعل يمكن تحويل كل ألديهيد إلى الناتج المرتبط به عوضًا عن خسارة 50% من كل من المادتين المتفاعلتين لتكوين ناتجين مختلفين.
وجدير بالذكر أنه قد تم تسجيل تفاعل كانيزارو من دون مذيب وذلك بطحن هيدروكسيد البوتاسيوم مع 2-كلوروبنزلديهيد السائل باستخدام هاون ومدقة:

## أشكال أخرى
في تفاعل تيشجنكو يستخدم الألكوكسيد عوضًا عن الهيدروكسيد كقاعدة في تفاعل كانيزارو، ويكون الناتج إستر عوضًا عن مجموعتي الكحول والكاربوكسيليت المنفصلتين. فبعد أن تهاجم القاعدة المحبة للنواة الألديهايد يتكون أنيون الأكسجين الذي سيهاجم بدوره الألديهيد لتكوين رابطة شبه أسيتال بين اثنين من المتفاعلات عوضًا عن تكوين المركب الوسطي رباعي الأضلاع، بعد ذلك يتكون المركب الوسطي ليتحطم في النهاية مكوّنًا الإستر.
يمكن لبعض الكيتونات أن تدخل في تفاعلات مشابهة لتفاعل كانيزارو، وتنتقل إحدى مجموعتي الكربون فيها عوضًا عن مجموعة الهيدريد الموجودة في الألديهيدات.